# Zdeněk Andršt
Zdeněk Andršt (5. října 1912 Postupice – 23. října 1985 Praha) byl právník, hokejista, trenér a předseda Československého svazu ledního hokeje. Jeho synem byl kytarista Luboš Andršt.

## Život
Po pražské právnické fakultě, na které byl v roce 1936 promován, nastoupil do pražské pobočky pojišťovny Riunione Adriatica di Sicurtà. Po druhé světové válce byl postupně podnikový právník v Rudných dolech, Jáchymovských dolech, v Geologickém průzkumu a od roku 1963 byl vedoucím sekretariátu Ústředního geologického úřadu, resp. od roku 1969 Českého geologického úřadu. V roce 1969 poskytl službu právní pomoci Martě Kubišové ve věci nepravdivého obvinění. Od sedmdesátých let jeho reálný vliv klesal, když se zejména angažoval ve sportu.
Jako aktivní hráč hrál nejdřív jako student v Benešově, pak za SSC Říčany (1932–1935), ČSK Vyšehrad (1935–1936) a SK Slavia Praha (1936–1946). V letech 1961–1962 byl trenérem československé hokejové reprezentace, které získalo v roce 1961 titul mistra Evropy. V letech 1958–1961 byl předsedou trenérské rady ústřední sekce ledního hokeje. Před nástupem do funkce předsedy ČSSLH vedl na MS 1961 společně s Vladimírem Kostkou reprezentační mužstvo ČSSR, když předtím trenér E. Farda tragicky zahynul při autonehodě. Od roku 1961 do roku 1980 pak Zdeněk Andršt zastával funkci předsedy hokejového svazu, a tak je v historii československého ledního hokeje nejdéle sloužícím předsedou hokejového svazu. V tomto období získali českoslovenští hokejisté třikrát titul mistrů světa (1972, 1976 a 1977), osm stříbrných medailí z mistrovství světa a zimních olympijských her a pět titulů mistrů Evropy. V roce 1972 byl předsedou organizačního výboru Mistrovství světa v ledním hokeji v Praze. Během svého aktivního života ve sportu, ledním hokeji, získal tato ocenění: Veřejné uznání 1. stupně Za zásluhy o rozvoj Československé tělesné výchovy (1959), Zasloužilý trenér (1961), Medaile Dr. M. Tyrše (1976), Medaile J. F. Chaloupeckého (1980) a ocenění Zasloužilý pracovník v tělovýchově a sportu (1982). Byl velkou osobností československého ledního hokeje se smyslem pro rozvážné řešení problémů a výrazně se podílel na vytvoření příznivé hokejové atmosféry v 60. a 70. letech dvacátého století. V roce 2008 byl in memoriam uveden do Síně slávy českého hokeje.